# Сражение при Кёльне
Сражение при Кёльне (фр. bataille de Cologne) — состоявшееся в марте 716 года вблизи Кёльна сражение, в котором фризское войско во главе с королём Радбодом разбило войско франков под командованием майордома Автразии Карла Мартелла. Одно из событий Третьей гражданской войны во Франкском государстве 714—719 годов.

## Предыстория
После смерти в декабре 714 года майордома Пипина Геристальского между представителями различных группировок франкской знати началась борьба за власть. Австразийская знать желала видеть новым майордомом шестилетнего внука Пипина Теодоальда, в то время как знать Нейстрии и Бургундии убедила короля Дагоберта III назначить новым майордомом Рагенфреда, выходца из своих кругов.
Уже вскоре после смерти Пипина Геристальского между сторонниками Теодоальда и Рагенфреда начались вооружённые столкновения, в том же году переросшие в междоусобицу, известную как Третья гражданская война во Франкском государстве. В качестве союзника Рагенфреда в войну был вовлечён правитель фризов Радбод, многолетний враг скончавшегося майордома. Вероятно, одним из условий союзного договора между Рагенфредом и Радбодом было возвращение фризам всех земель (включая Утрехт), завоёванных Пипином Геристальским в 680-х—690-х годах. Предположительно, в соответствии с этим соглашением фризы в начале 716 года совершили поход на австразийское левобережье Рейна, во время которого установили свой контроль над Маастрихтом и Дорестадом. Завоевание сопровождалось репрессиями в отношении местных христиан и духовенства.
Первой битвой франкской междоусобицы стало сражение при Компьене (сентябрь 715 года), в которой войско Рагенфреда одержало победу над войском Теодоальда. Тот укрылся в Кёльне у своей бабки Плектруды. Сразу после битвы при Компьене о своих притязаниях на должность майордома объявил Карл Мартелл, сын Пипина Геристальского и конкубины Альпаиды. Заточённый в Кёльне по повелению Плектруды под стражу, он сумел бежать из заключения, заручился поддержкой австразийской знати и принял командование над остатками войска Теодоальда.

## Сражение
В 716 году нейстрийское войско под командованием Рагенфреда, повторно утверждённого на должность майордома новым королём франков Хильпериком II, вторглось в Австразию. Его целью был Кёльн, где укрылись Плектруда и Теодоальд. Одновременно сюда же по Рейну двинулось на судах и войско фризов. Вероятно, не считая своё войско достаточно многочисленным, чтобы напасть на соединённую армию Рагенфреда и Радбода, Карл Мартелл решил разбить своих врагов поодиночке. Первой его целью стало войско фризов, уже подошедшее к Кёльну. Вблизи этого города австразийцы атаковали фризов, однако победу в сражении одержали подданные Радбода. Предполагается, что причиной поражения войска Карла Мартелла была неподготовленность нападения на фризов. Понеся большие потери, остатки австразийского войска отступили с поля боя, укрывшись в труднодоступных горах Айфель.
Разорив лежавшие на их пути австразийские селения, армии Рагенфреда и Радбода соединились вблизи Кёльна и осадили город. Не имея достаточного числа воинов для оказания сопротивления своим врагам, Плектруда должна была согласиться с назначением Рагенфреда майордомом всего Франкского государства, а также передать тому бо́льшую часть казны Пипина Геристальского. После этого армии Рагенфреда и Радбода отступили от Кёльна и направились к Маастрихту, вблизи которого находились владения семьи Альпаиды, матери Карла Мартелла.

## Последствия
Сражение при Кёльне — первая битва, в которой франки сражались под командованием Карла Мартелла. Несмотря на поражение, уже в том же году Карл одержал победу над соединённым франкско-фризским войском в сражении на реке Амблев. Это позволило ему восстановить свою власть над Австразией. Консолидации австразийцев вокруг Карла Мартелла способствовала и скоропостижная кончина Теодоальда в 717 году.
В 717—719 годах Карл Мартелл нанёс ещё два поражения Рагенфреду, разбив войско нейстрийского майордома в сражениях при Венси и при Суасоне. Таким образом, Третья гражданская война во Франкском государстве завершилась полной победой Карла Мартелла.

## Комментарии
1. ↑  Современные историки называют поход Радбода в Австразию «прелюдией» к позднейшим походам викингов[14].
2. ↑  По другим данным, Теодоальд скончался значительно позже, возможно, в 723 или даже в 741 году[7].